# Sant Jaume dels Domenys
Sant Jaume dels Domenys – gmina w Hiszpanii, w prowincji Tarragona, w Katalonii, o powierzchni 23,25 km². W 2011 roku gmina liczyła 2491 mieszkańców.